# لاري بيرس (فارس)
لاري بيرس (بالإنجليزية: Larry Pierce)‏ هو فارس أمريكي، ولد في 2 فبراير 1945 في Clebit, Oklahoma ‏ في الولايات المتحدة.